# Liên đoàn bóng đá Caribe
Liên đoàn bóng đá Caribe (CFU) là tổ chức đại diện cho các hiệp hội bóng đá của các quốc gia Vùng Caribe, đại diện cho 25 quốc gia thành viên FIFA, cũng như 6 lãnh thổ không liên kết với FIFA. Liên đoàn được thành lập vào tháng 1 năm 1978 và các hiệp hội thành viên trong khu vực CONCACAF cạnh tranh nhau.
CFU cũng điều hành các cuộc thi khác, như Challenge Series dành cho cả nam lẫn nữ.